# Initrd
initrd (initial RAM-disk), är ett temporärt filsystem som vid uppstart av Linux laddas till arbetsminnet tillsammans med operativsystemkärnan, varvid operativsystemkärnan i sig inte behöver kunna hantera den fysiska enhet (eller det filsystem) där filerna är belägna. Genom att drivrutiner för till exempel hårddisken och rotfilsystemet finns på RAM-disken behöver de inte kompileras in i själva kärnan, vilket ger ökad flexibilitet.
Det filsystem som skall laddas som initrd finns vanligen som en fil, antingen i det egentliga rotfilsystemet eller i en skild /boot-katalog. Filen är en imagefil som vanligen innehåller ett gzip-komprimerat filsystem (till exempel ext2 eller cramfs) eller cpio-arkiv. Eftersom filen innehåller drivrutiner måste den omskapas då operativsystemkärnan uppdateras till en ny version. Innehållet i övrigt kan motsvara ett avskalat normalt rotfilsystem, med redskap för felsökning. Programfilen /linuxrc eller /init (vanligen en shellscript) kontrollerar uppstarten, framförallt ibruktagningen av det egentliga rotfilsystemet.